# دييغو لاتوري
دييغو لاتوري (بالإسبانية: Diego Latorre)‏ هو لاعب كرة قدم أرجنتيني في مركز الهجوم، ولد في 4 أغسطس 1969 في La Punta ‏ في إيطاليا. شارك مع منتخب الأرجنتين لكرة القدم. أما مع النوادي، فقد لعب مع بوكا جونيورز وتشاكاريتا جيونيورز وروزاريو سنترال وفيورنتينا وكروز آزول ونادي تينيريفي ونادي راسينغ ونادي سالامانكا ونادي سامبدوريا ونادي كوميونيكيشنس.

## وصلات خارجية
- دييغو لاتوري على موقع قاعدة بيانات كرة القدم.إي يو (الإنجليزية)
- دييغو لاتوري على موقع ناشيونال فوتبول تيمز (الإنجليزية)